# Vaux-sur-Mer
Pour les articles homonymes, voir Vaux.
Vaux-sur-Mer (prononcé [vo.syʁ.mɛʁ]) est une commune du Sud-Ouest de la France, située dans le département de la Charente-Maritime (région Nouvelle-Aquitaine). Ses habitants sont les Vauxois et Vauxoises.
Localisée au cœur du Royannais, dans la presqu'île d'Arvert, à l'embouchure de l'estuaire de la Gironde, cette station balnéaire de la côte de Beauté appartient à la banlieue ouest de Royan. Comptant quatre plages alternant avec de puissantes falaises, reliées entre elles par une promenade piétonne et des pistes cyclables (sentier des Douaniers et Vélodyssée), c'est également un des centres économiques de l'agglomération royannaise, matérialisé par la présence depuis 2010 du pôle commercial Val Lumière et d'une zone d'activité aux abords de la rocade.
Le commerce, les services et le tourisme constituent les piliers de l'économie locale. La commune dispose ainsi de nombreux commerces de centre-ville, de plusieurs supermarchés et d'un hypermarché, mais aussi de structures d'hébergement (campings, hôtels, résidences de vacances) adaptées à une population passant à près de 20 000 habitants en saison. En outre, le centre hospitalier de Royan (CHR) est implanté dans la commune, dans le quartier de Malakoff.
La commune se divise en plusieurs quartiers ; outre un centre-ville organisé autour d'une ancienne abbatiale romane, aujourd'hui église Saint-Étienne (XIIe siècle), d'espaces paysagés, d'un théâtre de verdure et d'un parc à l'anglaise, le parc de l'hôtel de ville, le plus célèbre est celui de Pontaillac, quartier « huppé » que Vaux-sur-Mer partage avec sa voisine Royan. Autrefois isolée du reste de l'agglomération, la commune connaît un important phénomène d'étalement urbain, et le bâti est aujourd'hui continu avec les communes voisines de Royan et de Saint-Palais-sur-Mer.
Intégrée à la poche de Royan pendant la Seconde Guerre mondiale, Vaux-sur-Mer souffre terriblement des bombardements de la Libération, sans pour autant subir le destin tragique de Royan, presque entièrement détruite par les bombardements alliés. La ville est citée à l'ordre du Régiment avec Croix de guerre.
Vaux-sur-Mer appartient au secteur Ouest de la Communauté d'agglomération Royan Atlantique, structure intercommunale rassemblant 81 896 habitants (2014).

## Géographie

### Situation

Position de Vaux-sur-Mer en Charente-Maritime

La commune, d'une taille d'environ 605 hectares, se situe au sud de la presqu'île d'Arvert, sur la rive droite de l'embouchure de l'estuaire de la Gironde, à proximité immédiate de l'océan Atlantique, dans l'ancienne province historique de la Saintonge. Appartenant au midi atlantique, elle peut être rattachée à deux grands ensembles géographiques, le Grand Ouest français et le Grand Sud-Ouest français.
La ville, au sud-ouest du département de la Charente-Maritime, est mitoyenne de celle de Royan, capitale de la Côte de Beauté, dont elle constitue la banlieue proche. La commune se situe à 57 kilomètres
au sud de La Rochelle et à 97 kilomètres au nord de Bordeaux.
Sur le littoral, alternent falaises calcaires et plages, localement appelées conches. Ces dernières sont au nombre de quatre, de tailles variables. Du nord au sud, la Conche de Nauzan, qui est la plus grande, partagée avec la commune de Saint-Palais-sur-Mer, puis les conches plus modestes du Conseil, de Saint-Sordelin et de Gilet. L'extrémité de la plage de Pontaillac marque la séparation de la commune avec celle de Royan. Toutes sont tapissées de sable extrêmement fin, de l'ordre de 180 µm. Leur formation semble être intervenue il y a environ 8 000 ans.
Vaux-sur-Mer, au bord de la Gironde, est mitoyenne de Saint-Palais-sur-Mer, en aval sur la même rive, et de Royan, en amont. Saint-Sulpice-de-Royan est quant à elle à moins de 7 km de l'autre côté de la rocade contournant l'agglomération royannaise et Breuillet est à 5,4 km par la route D 140.
Communes limitrophes de Vaux-sur-Mer :

### Axes de communication
La ville est bordée dans sa partie septentrionale par la rocade de Royan qui ceinture les principales communes de l'agglomération. Cet axe de communication est relié à plusieurs voies importantes, permettant de rejoindre les principales villes de la région. Ainsi, la D 733 permet de rejoindre les villes de Rochefort (à environ 40 kilomètres au nord de Vaux-sur-Mer) et de La Rochelle (préfecture du département, distante d'environ 70 kilomètres). Quant à la RN 150, elle permet de rejoindre la ville de Saintes (environ 35 kilomètres) et l'autoroute A10, porte d'accès vers Bordeaux (environ 110 kilomètres) ou Paris.
Plusieurs voies secondaires sont connectées à la rocade au niveau de Vaux-sur-Mer et Saint-Palais-sur-Mer : la rue de la Roche, qui se prolonge par les routes de Rigaleau et de Saint-Palais-sur-Mer, permet de rejoindre le village voisin de Saint-Sulpice-de-Royan ; la route de Royan conduit quant à elle à Breuillet.
La commune de Vaux-sur-Mer est également accessible par train, via la gare SNCF de Royan, qui accueille des TER Nouvelle-Aquitaine.
La commune ne possède pas d'aéroport : les liaisons aériennes s'effectuent à partir des aéroports de La Rochelle-Île de Ré, à 70 kilomètres de Vaux-sur-Mer, ou de Bordeaux - Mérignac, à 100 kilomètres au sud-est de la ville. L'aéroport de Rochefort-Saint-Agnant, à 40 kilomètres au nord, accueille des liaisons charters, principalement vers les îles Britanniques.
L'aérodrome de Royan-Médis, à une dizaine de kilomètres, est réservé à l'aviation légère.

### Quartiers, lieux-dits et hameaux
Bel-Air, Chantemerle, Chauchamp, les Fées, les Groies, Malakoff, le Moulin Texier, Nauzan.

### Géologie
La commune est en partie située sur le Plateau des Combots d'Ansoine constitué de roches calcaire datant du Crétacé, limité au nord par les marais de Saint-Augustin, à l'est par les marais de Pontaillac et au sud par l'estuaire de la Gironde. La côte est constituée d'une alternance de conches de sable fin et de puissantes falaises. La principale conche est celle de Nauzan, qui se prolonge vers l'intérieur par un marais aujourd'hui partiellement transformé en jardin public, qui s'étend jusqu'au pied de l'église.
Un risque sismique léger concerne la commune qui est située non loin de la faille d'Oléron. Le 7 septembre 1972, le séisme d'Oléron d'une magnitude de 5.7 a produit quelques dégâts dans la région et a pu être ressenti jusqu'en région parisienne. Le dernier séisme ressenti en date, toujours sur cette faille, d'une magnitude de 4.7, a eu lieu le 18 avril 2005.

### Environnement

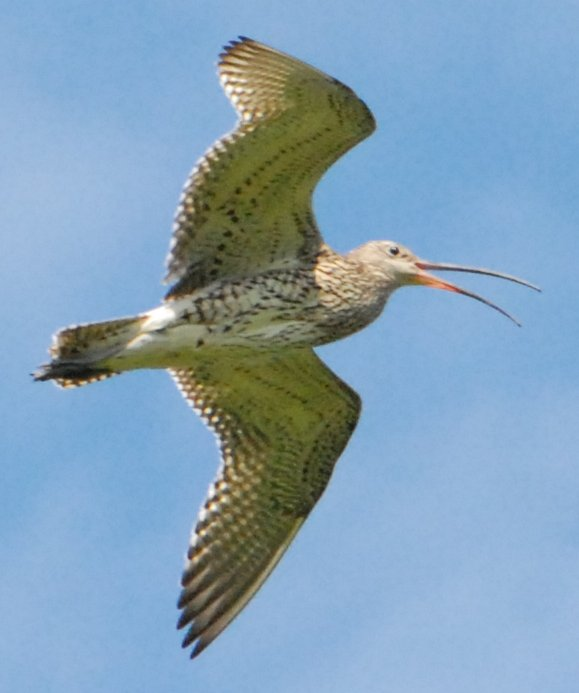
L'estuaire de la Gironde est une étape migratoire pour de nombreux oiseaux, dont le courlis cendré.

La commune de Vaux-sur-Mer est constituée à 64 % de terrains artificialisés, chiffre qui s'explique par une urbanisation croissante du territoire, conséquence directe du développement constant de la population depuis les années 1950. De fait, lotissements, zones commerciales et artisanales tendent de plus en plus à s'étaler, Vaux-sur-Mer apparaissant désormais comme un satellite de la ville de Royan (situation qui s'applique également à d'autres communes de l'agglomération telles que Saint-Georges-de-Didonne, Saint-Palais-sur-Mer, voire Saint-Sulpice-de-Royan et Médis).
Le reste du territoire communal est partagé entre terres agricoles (culture de maïs et de blé notamment), qui constituent 30 % de sa superficie totale, et 5 % de forêts et zones semi-naturelles.

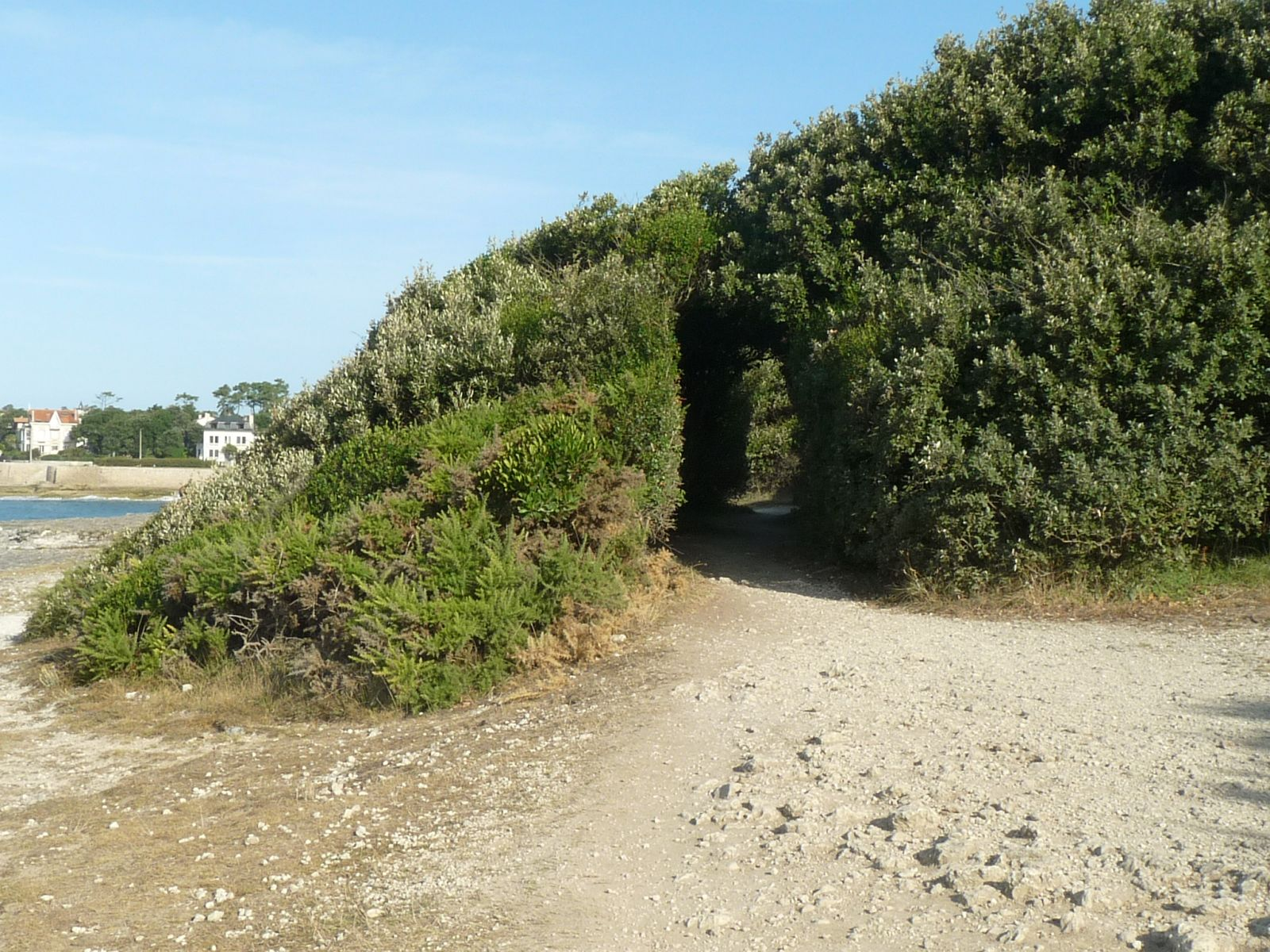
Promenade des Fées, aux chênes verts et filarias sculptés par le vent.

Pins maritimes et chênes verts composent l'essentiel du bois des Fées (en zone littorale), tandis que viennent s'ajouter chênes et frênes dans la partie septentrionale de la commune (bois de la Roche, bois de Millard).
La commune se situe en bordure de l'estuaire de la Gironde, plus vaste estuaire sauvage d'Europe, lequel bénéficie d'une protection spéciale dans le cadre du réseau de protection des espaces naturels de grande valeur patrimoniale Natura 2000 (site d'importance communautaire). L'estuaire est notamment une étape migratoire pour de nombreuses espèces de poissons (Alose feinte, Saumon atlantique, Esturgeon) et d'oiseaux (Canard colvert, Courlis cendré, Grand Cormoran, Goéland marin, Aigrette garzette). La richesse de cet écosystème estuarien a conduit à la création d'un parc naturel marin en 2015, dont la commune se situe dans le périmètre : le parc naturel marin de l'estuaire de la Gironde et de la mer des Pertuis.
Entre 1982 et 2021, la commune a fait l'objet de douze arrêtés de reconnaissance de catastrophe naturelle : trois l'ont été pour cause d'inondations liées à des tempêtes (1982, 1999 et 2010), trois pour des inondations causées par de fortes pluies (septembre et octobre 1993, août 1999) et six pour cause de mouvements de terrains liés à des périodes de sécheresse prolongée (1989, 1991, 1998, 2003, janvier et juillet 2005).

### Hydrographie
Le Rivaud Saint-Nicolas prend sa source dans les marais de Pontaillac (au lieu-dit la Source, non loin de la rocade) et marque la frontière de la commune avec celle de Royan.
À l'est de la commune, le ruisseau de la Roche marque quant à lui la séparation avec la commune de Saint-Sulpice-de-Royan.

### Climat
Le climat est de type océanique aquitain : la pluviométrie est relativement élevée en automne et en hiver et les hivers sont doux. L'été reste tempéré grâce à la brise marine. Deux vents venant de l'océan, le noroît et le suroît, soufflent sur les côtes du département. L'ensoleillement de la côte charentaise est très important : avec 2 250 heures par an, il est comparable à celui que connaît une partie de la côte méditerranéenne.
Les relevés de la station météorologique de La Rochelle entre 1946 et 2000 permettent de déterminer quelques dates majeures au point de vue climatique en Charente-Maritime : ainsi, au cours de cette période, la température la plus froide est relevée le 15 février 1956 : −13,6 °C. 
Un pic de température (dépassé seulement au cours de la canicule de 2003) est atteint le 8 juillet 1982 avec près de 39 °C à l'ombre. 
Si 1953 est considérée comme l'année la plus sèche, 2000 est au contraire la plus pluvieuse.
La Charente-Maritime est le département français qui a été le plus durement touché par la Tempête Martin du 27 décembre 1999. Les records nationaux de vents enregistrés ont été atteints avec 198 km/h sur l'île d'Oléron et 194 km/h à Royan.
Un an après le passage de la tempête Klaus (janvier 2009), le sud de la Charente-Maritime a été touché de manière très inégale par la tempête Xynthia, qui a balayé une grande partie du département le 27 février 2010. Le cap des 137 km/h a été atteint à Royan. Des dégâts matériels ont été relevés dans les communes avoisinantes, allant des chutes d'arbres et destruction de matériel urbain aux toits partiellement arrachés. D'une manière générale, la submersion marine est restée relativement modérée sur la côte de Beauté, où aucune victime ne fut à déplorer.

#### Données générales
| Ville             | Ensoleillement · (h/an) | Pluie · (mm/an) | Neige · (j/an) | Orage · (j/an) | Brouillard · (j/an) |
| ----------------- | ----------------------- | --------------- | -------------- | -------------- | ------------------- |
| Médiane nationale | 1 852                   | 835             | 16             | 25             | 50                  |
| Vaux-sur-Mer      | 2250                    | 755             | 4              | 13             | 26                  |
| Paris             | 1 717                   | 634             | 13             | 20             | 26                  |
| Nice              | 2 760                   | 791             | 1              | 28             | 2                   |
| Strasbourg        | 1 747                   | 636             | 26             | 28             | 69                  |
| Brest             | 1 555                   | 1 230           | 6              | 12             | 78                  |
| Bordeaux          | 2 070                   | 987             | 3              | 32             | 78                  |

| Mois                              | jan. | fév. | mars | avril | mai  | juin | jui. | août | sep. | oct. | nov. | déc. | année |
| --------------------------------- | ---- | ---- | ---- | ----- | ---- | ---- | ---- | ---- | ---- | ---- | ---- | ---- | ----- |
| Température minimale moyenne (°C) | 3,4  | 2,8  | 5,4  | 7,4   | 10,7 | 13,7 | 15,8 | 15,7 | 13,7 | 10,5 | 6,3  | 3,9  | 9,2   |
| Température moyenne (°C)          | 5,9  | 6,9  | 8,7  | 11,1  | 14,3 | 17,5 | 19,8 | 19,6 | 17,8 | 14,2 | 9,4  | 6,6  | 12,7  |
| Température maximale moyenne (°C) | 8,5  | 9,9  | 12,1 | 14,7  | 17,9 | 21,3 | 23,8 | 23,5 | 21,8 | 18   | 12,6 | 9,2  | 16,1  |
| Ensoleillement (h)                | 84   | 111  | 174  | 212   | 239  | 272  | 305  | 277  | 218  | 167  | 107  | 85   | 2 250 |
| Précipitations (mm)               | 82,5 | 66,1 | 57   | 52,7  | 61,1 | 42,9 | 35,1 | 46,4 | 56,5 | 81,6 | 91,8 | 81,8 | 755,3 |

## Urbanisme

### Typologie
Au 1er janvier 2024, Vaux-sur-Mer est catégorisée ceinture urbaine, selon la nouvelle grille communale de densité à 7 niveaux définie par l'Insee en 2022.
Elle appartient à l'unité urbaine de Royan, une agglomération intra-départementale dont elle est une commune de la banlieue,. Par ailleurs la commune fait partie de l'aire d'attraction de Royan, dont elle est une commune de la couronne,. Cette aire, qui regroupe 26 communes, est catégorisée dans les aires de 50 000 à moins de 200 000 habitants,.
La commune, bordée par l'océan Atlantique, est également une commune littorale au sens de la loi du 3 janvier 1986, dite loi littoral. Des dispositions spécifiques d’urbanisme s’y appliquent dès lors afin de préserver les espaces naturels, les sites, les paysages et l’équilibre écologique du littoral, tel le principe d'inconstructibilité, en dehors des espaces urbanisés, sur la bande littorale des 100 mètres, ou plus si le plan local d’urbanisme le prévoit.

### Occupation des sols
L'occupation des sols de la commune, telle qu'elle ressort de la base de données européenne d’occupation biophysique des sols Corine Land Cover (CLC), est marquée par l'importance des territoires artificialisés (69,5 % en 2018), en augmentation par rapport à 1990 (60,2 %). La répartition détaillée en 2018 est la suivante :
zones urbanisées (59,1 %), zones agricoles hétérogènes (14,2 %), terres arables (10,7 %), zones industrielles ou commerciales et réseaux de communication (6,2 %), forêts (5,4 %), espaces verts artificialisés, non agricoles (4,3 %), zones humides côtières (0,2 %). L'évolution de l’occupation des sols de la commune et de ses infrastructures peut être observée sur les différentes représentations cartographiques du territoire : la carte de Cassini (XVIIIe siècle), la carte d'état-major (1820-1866) et les cartes ou photos aériennes de l'IGN pour la période actuelle (1950 à aujourd'hui).

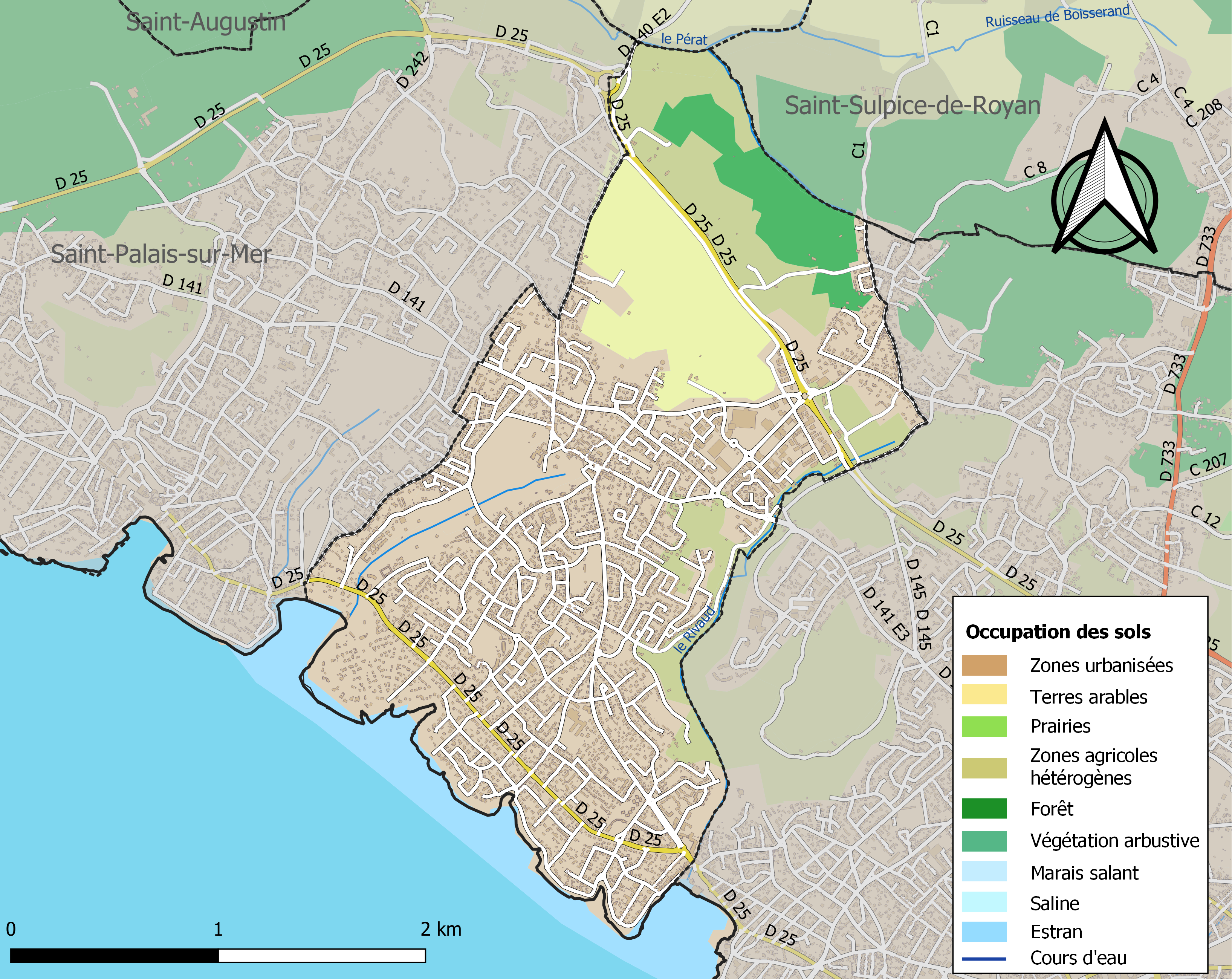
Carte des infrastructures et de l'occupation des sols de la commune en 2018 (CLC).

### Réseaux techniques

#### Assainissement
La gestion de l'assainissement de la commune est transférée à la communauté d'agglomération. Les eaux usées sont traitées par la station d'épuration de Saint-Palais-sur-Mer qui a une capacité largement suffisante de 64 000 équivalent habitants.

#### Internet haut débit
L'ADSL est disponible depuis 2001 à Vaux-sur-Mer. La télévision par ADSL est arrivée en 2007. En 2010, le territoire communal est couvert grâce au répartiteur téléphonique Perche implanté à Royan et dégroupé par au moins un opérateur alternatif. Vaux disposait également d'un point Wi-Fi en 2010.

### Projets urbains
Le projet de construction d'un espace jeunes est entré au mois de mars 2010 dans sa dernière phase, un appel à candidature ayant été lancé pour la réalisation de cet ensemble prévu pour ouvrir ses portes en 2011.
Le complexe devrait accueillir une salle polyvalente (prévue pour écouter de la musique, regarder la télévision, jouer au ping-pong ou au baby-foot ou plus simplement servir de lieu de réunion aux jeunes de la commune), une salle informatique et un point d'information (en vue de la réalisation de projets personnels par exemple).

### Risques majeurs
Le territoire de la commune de Vaux-sur-Mer est vulnérable à différents aléas naturels : météorologiques (tempête, orage, neige, grand froid, canicule ou sécheresse), inondations, feux de forêts, mouvements de terrains et séisme (sismicité faible). Il est également exposé à un risque technologique, le transport de matières dangereuses. Un site publié par le BRGM permet d'évaluer simplement et rapidement les risques d'un bien localisé soit par son adresse soit par le numéro de sa parcelle.

#### Risques naturels
La commune fait partie du territoire à risques importants d'inondation (TRI) du littoral charentais-maritime, regroupant 40 communes concernées par un risque de submersion marine de la zone côtière, un des 21 TRI qui ont été arrêtés fin 2012 sur le bassin Adour-Garonne et confirmé en 2018 lors du second cycle de la Directive inondation, mais annulé en 2020. Les submersions marines les plus marquantes des XXe et XXIe siècles antérieures à 2019 sont celles liées à la tempête du 9 février 1924, à la tempête du 15 février 1957, aux tempêtes Lothar et Martin des 26 et 27 décembre 1999 et à la tempête Xynthia des 27 et 28 février 2010. D’une violence exceptionnelle, la tempête Xynthia a fortement endommagé le littoral de la Charente Maritime : douze personnes ont perdu la vie (essentiellement par noyade), des centaines de familles ont dû être relogées, et, sur un linéaire de l’ordre de 400 km de côte et de 225 km de défenses contre la mer, environ la moitié de ces ouvrages a subi des dommages plus ou moins importants. C’est environ 5 000 à 6 000 bâtiments qui ont été submergés et 40 000 ha de terres agricoles. La commune a été reconnue en état de catastrophe naturelle au titre des dommages causés par les inondations et coulées de boue survenues en 1982, 1993, 1999 et 2010,.
Vaux-sur-Mer est exposée au risque de feu de forêt du fait de la présence sur son territoire du massif de la presqu’île d’Arvert, un massif classé à risque dans le plan départemental de protection des forêts contre les incendies (PDPFCI), élaboré pour la période 2017-2026 et qui fait suite à un plan 2007-2016. Les mesures individuelles de prévention contre les incendies sont précisées par divers arrêtés préfectoraux et s’appliquent dans les zones exposées aux incendies de forêt et à moins de 200 mètres de celles-ci. L’article L.131-1 du code forestier et l’arrêté du 2 décembre 2020 règlementent l'emploi du feu en interdisant notamment d’apporter du feu, de fumer et de jeter des mégots de cigarette dans les espaces sensibles et sur les voies qui les traversent sous peine de sanctions. Un autre arrêté du 2 décembre 2020 rend le débroussaillement obligatoire, incombant au propriétaire ou ayant droit,,,.

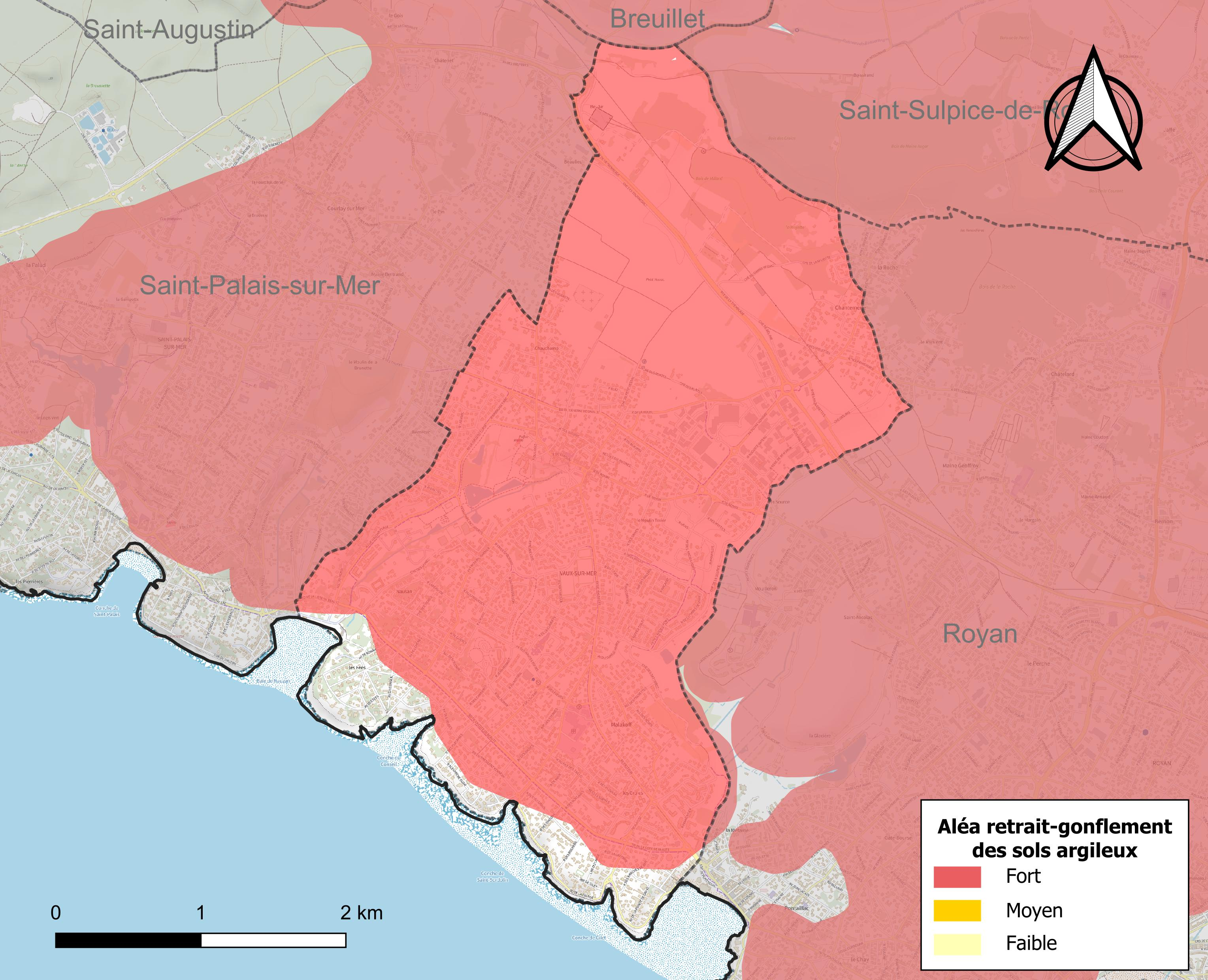
Carte des zones d'aléa retrait-gonflement des sols argileux de Vaux-sur-Mer.

Les mouvements de terrains susceptibles de se produire sur la commune sont des tassements différentiels.
Le retrait-gonflement des sols argileux est susceptible d'engendrer des dommages importants aux bâtiments en cas d’alternance de périodes de sécheresse et de pluie. 92,3 % de la superficie communale est en aléa moyen ou fort (54,2 % au niveau départemental et 48,5 % au niveau national). Sur les 3 913 bâtiments dénombrés sur la commune en 2019, 3 623 sont en aléa moyen ou fort, soit 93 %, à comparer aux 57 % au niveau départemental et 54 % au niveau national. Une cartographie de l'exposition du territoire national au retrait gonflement des sols argileux est disponible sur le site du BRGM,.
Par ailleurs, afin de mieux appréhender le risque d’affaissement de terrain, l'inventaire national des cavités souterraines permet de localiser celles situées sur la commune.
Concernant les mouvements de terrains, la commune a été reconnue en état de catastrophe naturelle au titre des dommages causés par la sécheresse en 1989, 1991, 1998, 2003 et 2005 et par des mouvements de terrain en 1999 et 2010.

#### Risques technologiques
Le risque de transport de matières dangereuses sur la commune est lié à sa traversée par une ou des infrastructures routières ou ferroviaires importantes ou la présence d'une canalisation de transport d'hydrocarbures. Un accident se produisant sur de telles infrastructures est susceptible d’avoir des effets graves sur les biens, les personnes ou l'environnement, selon la nature du matériau transporté. Des dispositions d’urbanisme peuvent être préconisées en conséquence.

## Toponymie
Du latin « Valles », vallée.

## Histoire

### Origines
L'occupation du territoire de la commune est probablement très ancienne, puisque deux dolmens (disparus aujourd'hui) y sont encore signalés à la fin du XIXe siècle. Des vestiges de souterrains datant du Néolithique et servant de refuges aux Hommes à la fin de la Préhistoire ont également été découverts sur la commune.
Plus tard, à l'époque romaine, plusieurs villæ romaines voient le jour à Pontaillac, Bernezac, Vessac. Leurs propriétaires implantent la vigne et exploitent les forêts et marais alentour.

### Du Moyen Âge aux guerres de religion

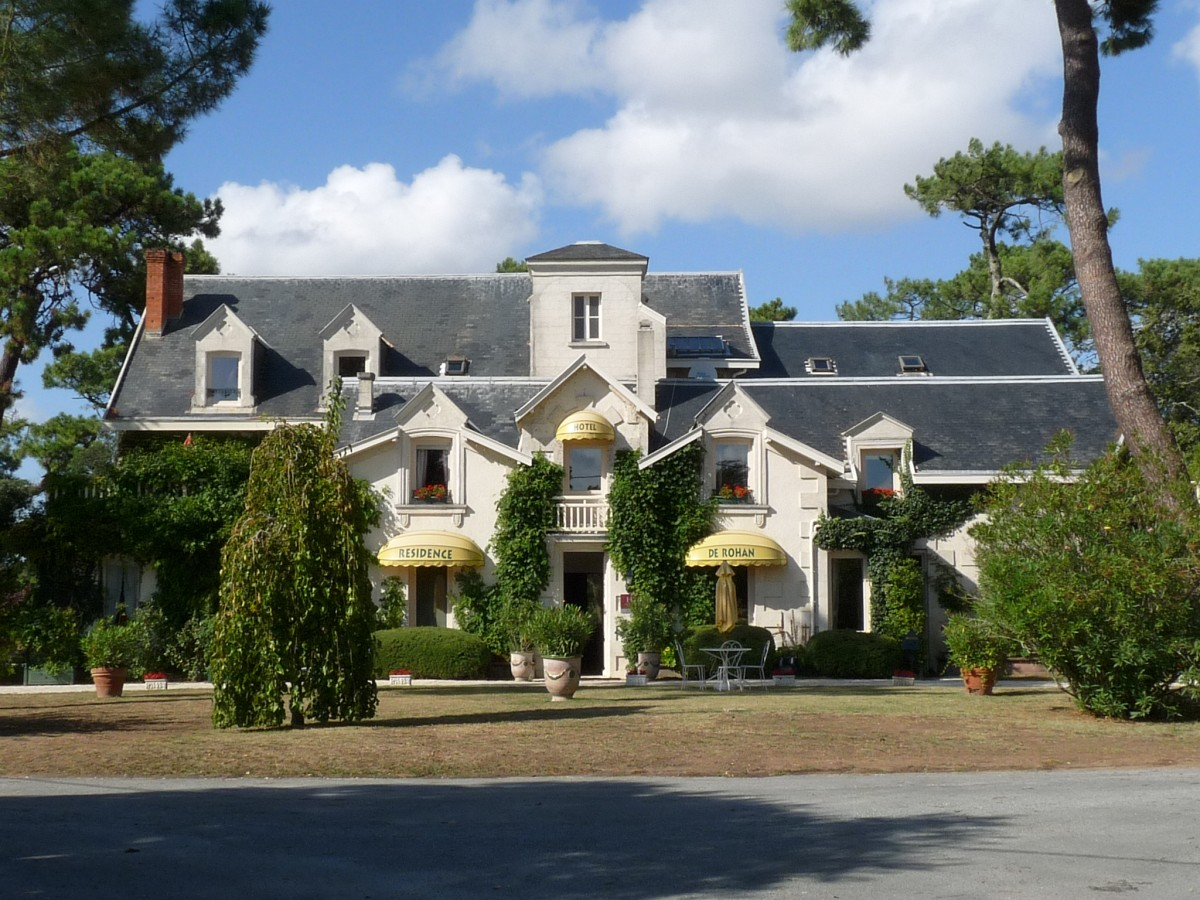
Ancien logis de la duchesse de Rohan, devenu hôtel.

C'est néanmoins durant le Moyen Âge que le bourg commence à véritablement se développer, avec la fondation en 1075 par des moines bénédictins de l'abbaye Saint-Étienne.
Cette modeste abbaye sera plusieurs fois saccagée au cours de son histoire, une première fois par Guibert, seigneur de Didonne, en 1167, puis durant les guerres de religion, période pendant laquelle elle sera occupée par les protestants, avant d'être finalement cédée à Catherine de Bourbon, sœur d'Henri IV.
Le Domaine des Fées, en bord de mer, était appelé Lo Défens dans un document du xiie siècle. La duchesse de Rohan, propriétaire des lieux qui y a fait édifier un manoir, l'a appelée Domaine des Fées par déformation.

### XVIIIeetXIXesiècles
Si la Révolution française est bien accueillie par la population, la terreur laissa ici comme ailleurs un goût amer. La déchristianisation fut virulente et le curé de Vaux, Antoine Rouzeau Dussertier, ou l’abbé Castin de Guéris de la Magdelaine, dernier seigneur de l'abbaye de Vaux, refusant de prêter serment à la constitution, sont déportés.
Durant le XIXe siècle, Vaux commence à bénéficier de l'engouement des bains de mer, et les premiers chalets et villas commencent à voir le jour, notamment près des plages de Nauzan et de la corniche Nord de Pontaillac. La ligne de tramway reliant Royan à la grande côte est inaugurée.

### De 1940 à nos jours
Pendant la Seconde Guerre mondiale, Vaux-sur-Mer est occupée par le troupes allemandes, qui l'intègrent dans leur système défensif de la poche de Royan. Les combats de la libération, initiés les 14 et 15 avril 1945, sont incroyablement violents et les dégâts qui en résultent, particulièrement importants. Ville martyre, à l'instar de sa voisine Royan, elle sera citée peu après le conflit à l'ordre du régiment, avec croix de guerre.
Rapidement relevée de ses ruines, Vaux-sur-Mer est aujourd'hui une ville en pleine expansion, dont la population a triplé depuis 1954. Elle est totalement intégrée à l'agglomération royannaise.

## Politique et administration

### Administration municipale

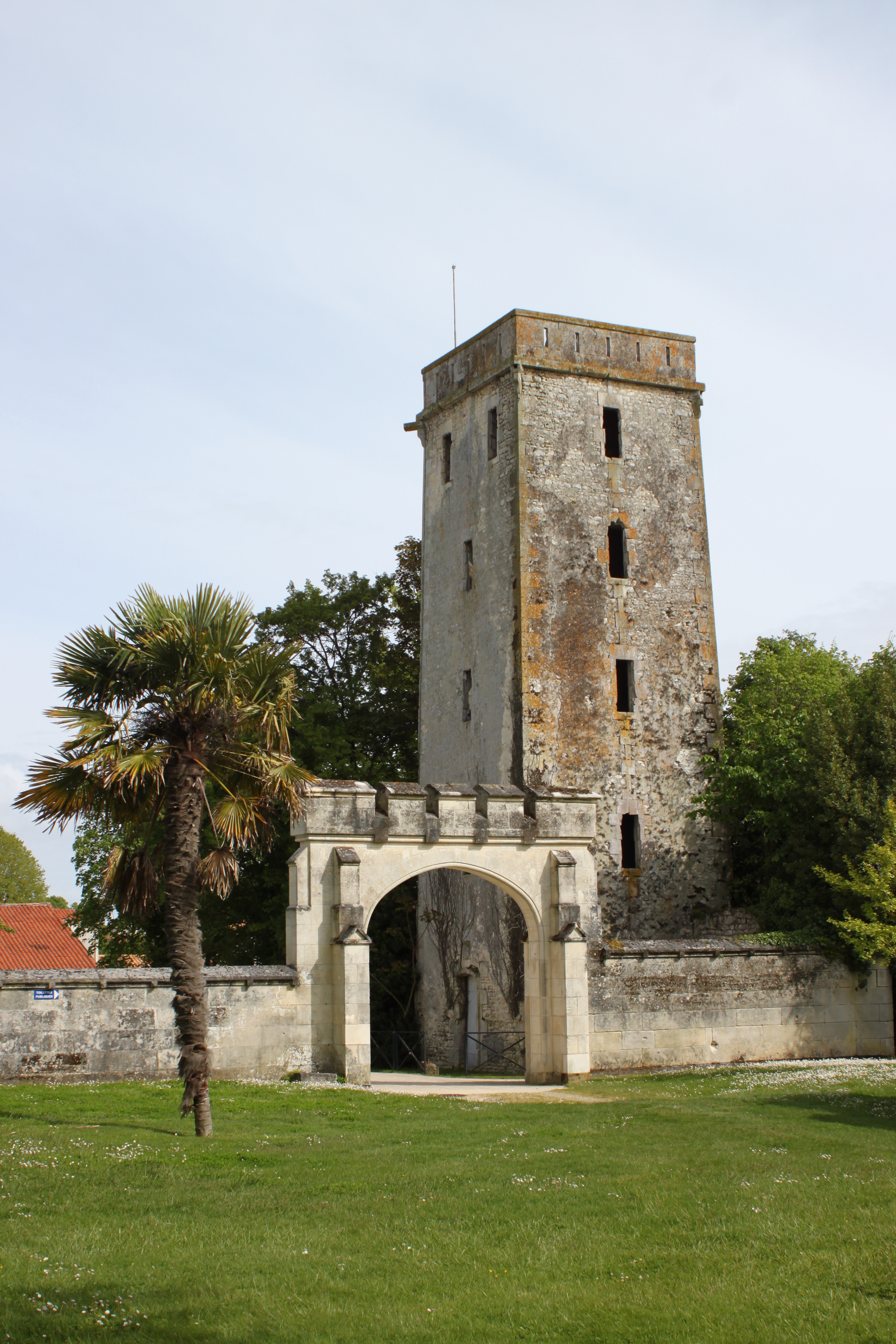
Tour de l'ancienne abbaye avant sa restauration.

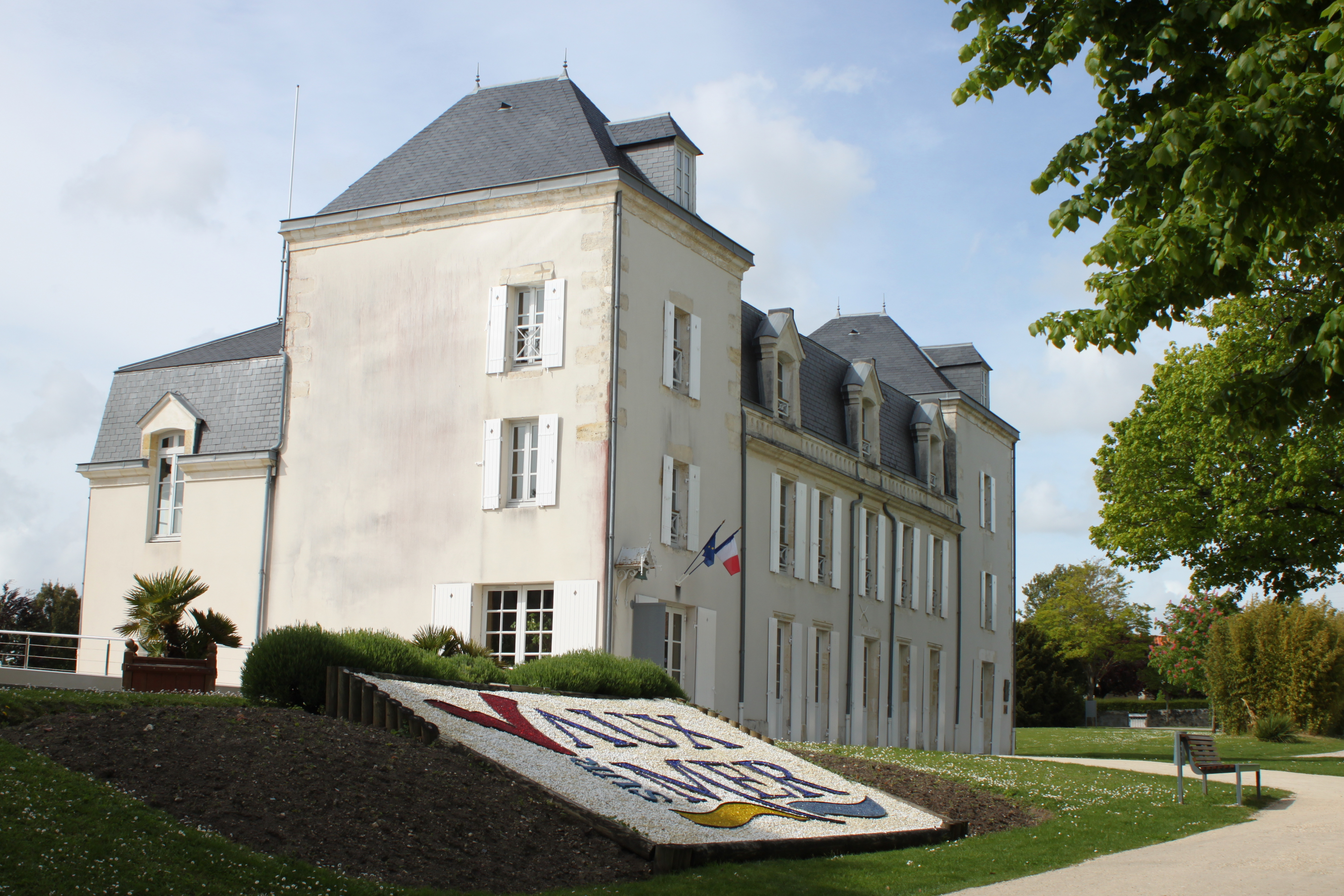
La mairie.

De 1789 à 1799, en vertu de la loi du 14 décembre 1789, les agents municipaux (maires) sont élus au suffrage direct pour 2 ans et rééligibles, par les citoyens actifs de la commune âgés d'au moins 25 ans, contribuables payant une contribution au moins égale à 3 journées de travail dans la commune. Sont éligibles ceux qui paient un impôt équivalent au moins à dix journées de travail.
De 1799 à 1848, La constitution du 22 frimaire an VIII (13 décembre 1799) revient sur l’élection du maire, les maires sont nommés par le préfet pour les communes de moins de 5 000 habitants. La Restauration instaure la nomination des maires et des conseillers municipaux. Après les lois organiques 1831, les maires sont nommés (par le roi pour les communes de plus de 3 000 habitants, par le préfet pour les plus petites), mais les conseillers municipaux sont élus au suffrage censitaire pour six ans.
Du 3 juillet 1848 à 1851, les maires sont élus par le conseil municipal pour les communes de moins de 6 000 habitants.
De 1851 à 1871, les maires sont nommés par le préfet, pour les communes de moins de 3 000 habitants et pour 5 ans à partir de 1855. Après 1871, les maires sont de nouveau élus, sauf dans les chefs-lieux (de départements, d'arrondissements ou de cantons).
Ce n'est que le 28 mars 1882, qu'une loi sur l’organisation municipale (encore en vigueur) est votée, et qui régit le principe de l'élection du maire et des adjoints par le conseil municipal, quelle que soit l'importance de la commune (sauf pour Paris). La loi du 5 avril 1884 fixe le mandat à quatre ans, durée portée le 10 avril 1929 à six ans.
De par sa taille, la commune dispose d'un conseil municipal de 27 membres (article L2121-2 du Code général des collectivités territoriales). Lors du scrutin de 2008, Jean-Paul Cordonnier (Liste divers-droite) arrive en tête avec 52,03 % des voix (1 113 voix), devant Philippe Pain (Liste de la majorité), qui récolte quant à lui 47,97 % des voix (1 026 voix). En conséquence de quoi le conseil municipal désigne Jean-Paul Cordonnier comme maire de la commune. Lors du dernier scrutin municipal de 2014, la liste de Danièle Carrère est élue dès le premier tour avec 63,56 % des voix (1 488 voix), devant Pierre Marx (853 voix).

### Liste des maires
| Période                                  | Période   | Identité             | Étiquette | Qualité                                                               |
| ---------------------------------------- | --------- | -------------------- | --------- | --------------------------------------------------------------------- |
| 1922                                     | 1929      | Maurice Garnier      |           |                                                                       |
| Les données manquantes sont à compléter. |           |                      |           |                                                                       |
| mars 1971                                | mars 1983 | Henri Gerbaud        | DVG       | Retraité de la SNCF                                                   |
| Les données manquantes sont à compléter. |           |                      |           |                                                                       |
| mars 2001                                | mars 2008 | Gilbert Naudin       |           | Retraité de la banque                                                 |
| mars 2008                                | mars 2014 | Jean-Paul Cordonnier | SE        |                                                                       |
| mars 2014                                | mai 2020  | Danièle Carrère      | DVD       | 10e vice-présidente de la CA Royan Atlantique (2014 → 2020)           |
| mai 2020                                 | En cours  | Patrice Libelli      | DVD       | Conseiller principal d'éducation Conseiller départemental depuis 2021 |
| Les données manquantes sont à compléter. |           |                      |           |                                                                       |

### Région
À la suite de la réforme administrative de 2014 ramenant le nombre de régions de France métropolitaine de 22 à 13, la commune appartient depuis le 1er janvier 2016 à la région Nouvelle-Aquitaine, dont la capitale est Bordeaux. De 1972 au 31 décembre 2015, elle a appartenu à la région Poitou-Charentes, dont le chef-lieu était Poitiers.

### Canton
La commune de Vaux-sur-Mer est une des trois communes composant le canton de Royan.

### Intercommunalité
Vaux-sur-Mer est une des 33 communes de la communauté d'agglomération Royan Atlantique.

### Politique environnementale
Dans son palmarès 2024, le Conseil national de villes et villages fleuris de France a attribué deux fleurs à la commune.

## Démographie

### Évolution de la population
L'évolution du nombre d'habitants est connue à travers les recensements de la population effectués dans la commune depuis 1793. Pour les communes de moins de 10 000 habitants, une enquête de recensement portant sur toute la population est réalisée tous les cinq ans, les populations de référence des années intermédiaires étant quant à elles estimées par interpolation ou extrapolation. Pour la commune, le premier recensement exhaustif entrant dans le cadre du nouveau dispositif a été réalisé en 2005.

En 2022, la commune comptait 4 030 habitants, en évolution de +6,53 % par rapport à 2016 (Charente-Maritime : +4,04 %, France hors Mayotte : +2,11 %).
| 1793 | 1800 | 1806 | 1821 | 1831 | 1836 | 1841 | 1846 | 1851 |
| ---- | ---- | ---- | ---- | ---- | ---- | ---- | ---- | ---- |
| 367  | 320  | 332  | 371  | 374  | 387  | 388  | 367  | 406  |

| 1856 | 1861 | 1866 | 1872 | 1876 | 1881 | 1886 | 1891 | 1896 |
| ---- | ---- | ---- | ---- | ---- | ---- | ---- | ---- | ---- |
| 419  | 421  | 406  | 440  | 441  | 485  | 475  | 488  | 531  |

| 1901 | 1906 | 1911 | 1921 | 1926 | 1931 | 1936 | 1946 | 1954  |
| ---- | ---- | ---- | ---- | ---- | ---- | ---- | ---- | ----- |
| 537  | 554  | 605  | 564  | 540  | 611  | 630  | 619  | 1 038 |

| 1962  | 1968  | 1975  | 1982  | 1990  | 1999  | 2005  | 2006  | 2010  |
| ----- | ----- | ----- | ----- | ----- | ----- | ----- | ----- | ----- |
| 1 368 | 1 798 | 2 163 | 2 481 | 3 054 | 3 448 | 3 696 | 3 738 | 3 876 |

| 2015  | 2020  | 2022  | - | - | - | - | - | - |
| ----- | ----- | ----- | - | - | - | - | - | - |
| 3 777 | 3 990 | 4 030 | - | - | - | - | - | - |

### Pyramide des âges
La population de la commune est relativement âgée.
En 2018, le taux de personnes d'un âge inférieur à 30 ans s'élève à 13,4 %, soit en dessous de la moyenne départementale (29 %). À l'inverse, le taux de personnes d'âge supérieur à 60 ans est de 62,8 % la même année, alors qu'il est de 34,9 % au niveau départemental.
En 2018, la commune comptait 1 809 hommes pour 2 053 femmes, soit un taux de 53,16 % de femmes, légèrement supérieur au taux départemental (52,15 %).
Les pyramides des âges de la commune et du département s'établissent comme suit.
| Hommes | Classe d’âge | Femmes |
| ------ | ------------ | ------ |
| 2,4    | 90 ou +      | 3,7    |
| 21,3   | 75-89 ans    | 21,3   |
| 37,2   | 60-74 ans    | 39,6   |
| 15,7   | 45-59 ans    | 15,6   |
| 8,6    | 30-44 ans    | 7,7    |
| 6,9    | 15-29 ans    | 5,6    |
| 8,0    | 0-14 ans     | 6,5    |

| Hommes | Classe d’âge | Femmes |
| ------ | ------------ | ------ |
| 1,1    | 90 ou +      | 2,6    |
| 10,1   | 75-89 ans    | 12,6   |
| 22     | 60-74 ans    | 23,2   |
| 20,1   | 45-59 ans    | 19,7   |
| 16,1   | 30-44 ans    | 15,6   |
| 15,2   | 15-29 ans    | 12,7   |
| 15,4   | 0-14 ans     | 13,6   |

## Économie

### Emploi
La commune est au cœur d'un bassin d'emploi particulièrement attractif, la zone d'emploi de Royan (issue de la partition de l'ancienne zone d'emploi Saintonge maritime, qui regroupait les régions de Royan et de Rochefort), forte de 27 753 emplois en 2008. La zone d'emploi de Royan est, avec celle de La Rochelle, la plus dynamique de l'ex-région Poitou-Charentes, toutes deux profitant « d'un tissu économique et d'une démographie dynamiques » (Insee). La croissance y est particulièrement soutenue, du fait du développement des activités tertiaires. Vaux-sur-Mer, qui appartient au bassin de vie de Royan, partage avec sa célèbre voisine une économie basée sur le tourisme, essentiellement balnéaire (en été, la population passe à près de 20 000 habitants), mais aussi sur les services et le commerce.

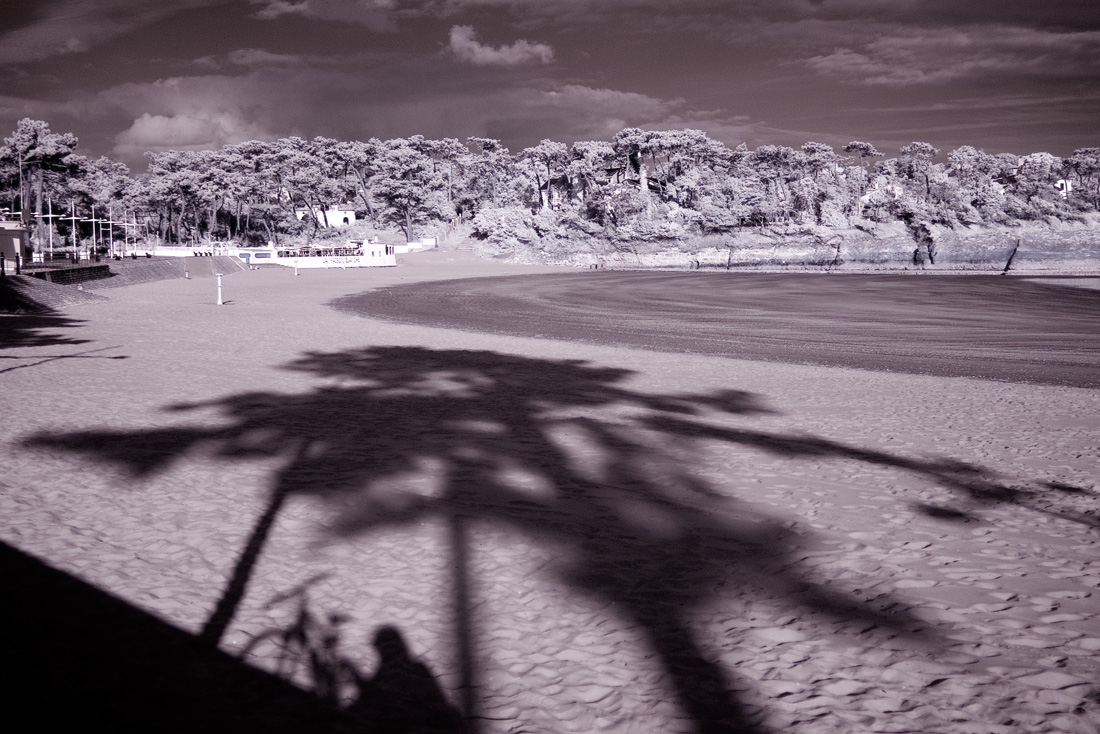
Conche de Nauzan à marée basse.

Comptant parmi les principales stations balnéaires de la Côte de Beauté, la ville tire un parti non négligeable du tourisme. Les principales infrastructures touristiques sont concentrées autour de la plage de Nauzan (discothèque, bars de nuit, base nautique), seule véritable plage (avec les petites criques de Saint-Sordelin, du Conseil et de Gilet) d'une commune légèrement excentrée par rapport à ses voisines (Saint-Palais-sur-Mer, Royan, voire Saint-Georges-de-Didonne).
La commune apparaît de plus en plus connectée au tissu économique de l'agglomération royannaise, notamment depuis la création d'un nouveau parc économique communautaire de huit hectares (cinq hectares dédiés à l'activité commerciale et trois hectares formant un pôle artisanal et tertiaire) inauguré le 23 mars 2010. Comprenant notamment un centre commercial de 12 000 mètres carrés (Val Lumière), il s'étend en bordure de la rocade et complète la zone artisanale de Plain, en activité depuis plusieurs années.
Le secteur tertiaire est ici comme ailleurs en plein développement, commerces et services à la personne se matérialisant par de nombreuses enseignes, deux grandes surfaces (U Express et Picard), une très grande surface (Hyper Intermarché) et plusieurs entreprises artisanales. Le centre-ville concentre également boutiques et services, de même que les quartiers de Nauzan et de Pontaillac (un îlot de commerces/immeubles d'habitation appartenant à la commune).

Le centre commercial Val Lumière.

La ville abrite une population globalement moins active que la moyenne nationale (35,7 % contre 45,2 %), avec un taux d'activité des 25-59 ans également légèrement en deçà des chiffres nationaux (78 % contre 82,2 %). Les catégories socio-professionnelles les mieux représentées sont les employés (33,9 %), les artisans, commerçants et chefs d'entreprise (19,9 %), les professions intermédiaires (19,5 %), les ouvriers (18,9 %) et les cadres (6,8 %). L'agriculture reste un secteur marginal, employant seulement 1 % de la population active (2,4 % au niveau national).
Le chômage reste un problème majeur, le taux de chômage étant passé de 15,7 % à 17,2 % entre 1999 et 2005, alors même qu'au niveau national, il passait de 12,9 % à 9,6 % au cours de la même période. La commune ne dispose pas d'agence pour l'emploi, mais est rattachée comme toutes les communes de l'agglomération royannaise au pôle emploi (et à la mission locale) de Royan.
Les retraités forment une importante composante de la population (34,9 %), juste derrière les actifs (35,7 %) et loin devant les jeunes scolarisés et les étudiants (15,4 %).

### Immobilier
Les revenus des ménages habitant la commune sont supérieurs à la moyenne nationale, atteignant 22 164 € par an contre 15 027 € dans le reste de l'hexagone. Le taux de personnes propriétaires de leur logement est de 65,6 % (moyenne nationale : 55,3 %) ; parallèlement, 30,1 % des habitants de la commune sont locataires et 4,3 % sont logés gratuitement.
Le parc immobilier de la commune est constitué de 4 870 logements, dont 65,1 % de résidences secondaires et seulement 33 % de résidences principales. Seuls 2 % des logements de la commune sont réputés vacants. Les maisons individuelles sont le type d'habitat le plus répandu (82,3 %), loin devant les appartements (10,3 %).

## Patrimoine communal

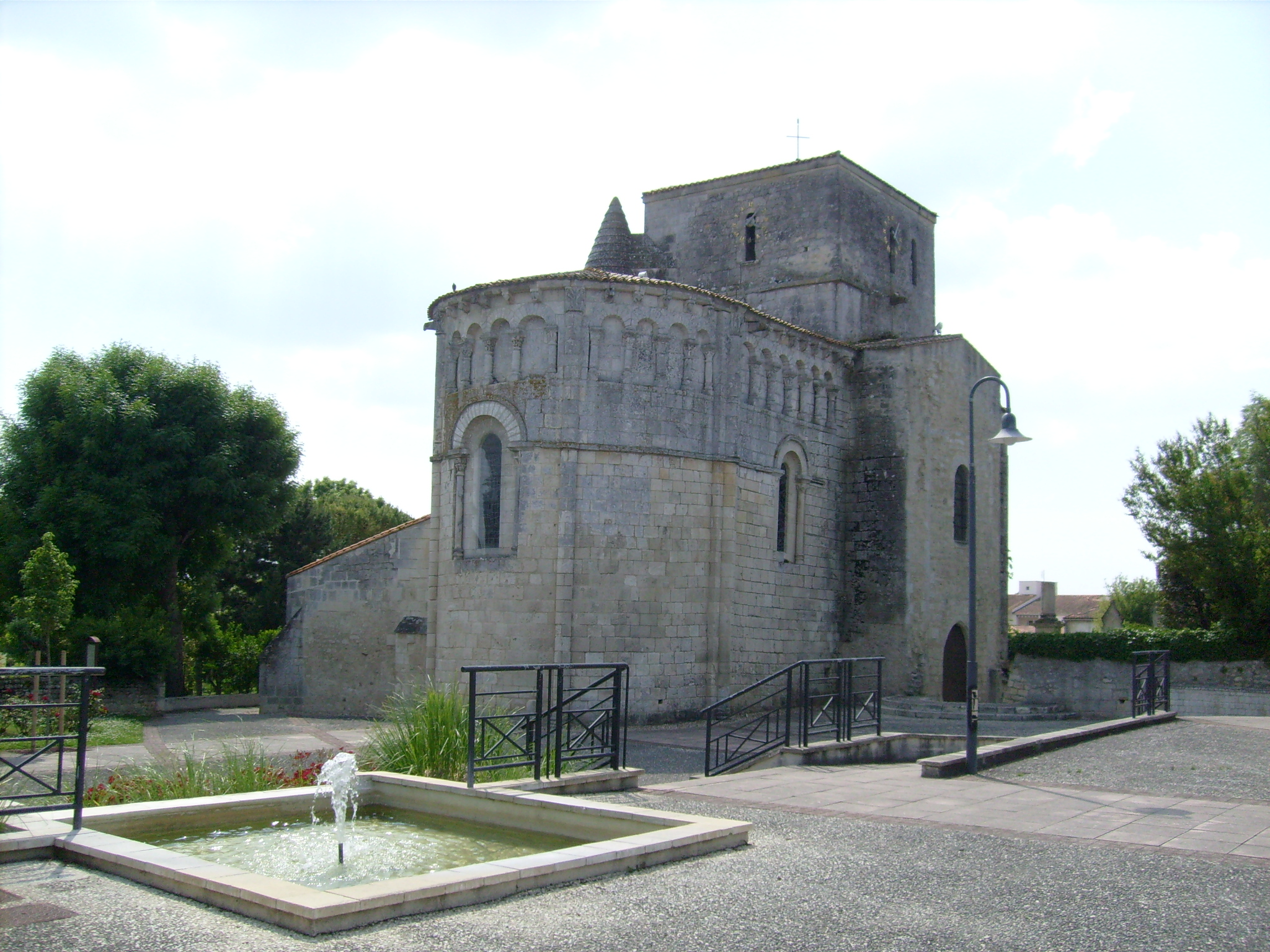
L'église Saint-Étienne.

Relativement méconnue par rapport à ses voisines Royan ou Saint-Palais-sur-Mer, la commune de Vaux-sur-Mer conserve néanmoins une parure monumentale discrète mais significative. Campée sur une hauteur dominant à la fois les maisons du centre-ville et un vaste jardin public, l'église Saint-Étienne est un des rares vestiges d'une ancienne abbaye bénédictine fondée au XIe siècle. Typique du style roman saintongeais, elle doit son aspect modeste à d'importantes destructions durant les guerres de religion (les dernières ruines de sa nef sont abattues au XIXe siècle). Un cimetière, dont certaines tombes remonteraient au XVIIe siècle, a été aménagé aux abords du sanctuaire. Tout comme celui-ci, il est aujourd'hui classé monument historique.
En 2004, La Poste a consacré un timbre à cette église.
L'ancien château (aujourd'hui hôtel de ville) est situé à quelques dizaines de mètres de l'église. S'il intègre quelques éléments datés du XVIIe siècle (provenant vraisemblablement de l'ancien logis abbatial ou d'une de ses dépendances), le bâtiment n'est pas antérieur à la fin du XVIIIe siècle pour les parties les plus anciennes et ne prend son aspect actuel que dans le courant du XIXe siècle. Composé d'un corps de logis à trois niveaux (rez-de-chaussée, premier étage surmonté d'un étage mansardé percé de trois petites lucarnes) encadré de deux ailes latérales, il comprend également des dépendances dont une ancienne tour de garde.

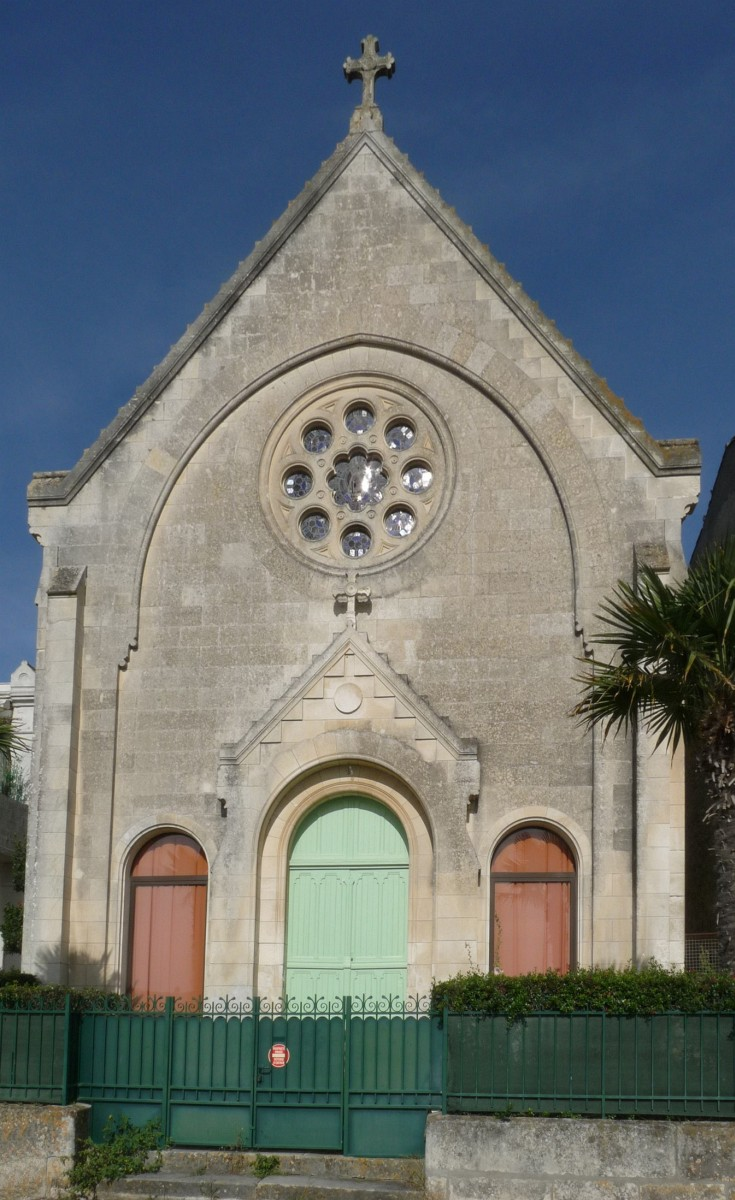
La chapelle de Pontaillac.

En contrebas de l'église, aux abords d'une place François Courtot réaménagée en espace paysager, le temple protestant a été inauguré en 1848. De conception simple, sinon austère, il s'inspire du style néoclassique (à l'instar des temples voisins de Courlay, Breuillet ou Meschers-sur-Gironde). À proximité se dresse la fontaine de l'abbaye (ou fontaine aux moines), dont les origines remontent à la période médiévale. La place François Courtot conserve également un lavoir public à ciel ouvert, équipé d'un système hydraulique comprenant notamment une pompe en fonte. La période de sa construction reste indéterminée.
L'émergence de la mode des bains de mer entraîne l'urbanisation de nouveaux quartiers au cours du XIXe siècle, en particulier aux abords des conches (terme local désignant une plage) de Nauzan et de Pontaillac. De nombreuses villas balnéaires sont édifiées en bord de mer. Parmi celles-ci figurent notamment la villa Marpa, monumental chalet à quatre façades en pignon jouant sur l'alternance de la pierre et de la brique, la villa Le Charme qui reprend des éléments sculptés datés du XVIIIe siècle ou encore la villa Les Fées, castel en brique et pierre de taille ayant accueilli en son temps divers cercles littéraires et politiques, fréquentés notamment par Aristide Briand. Les villas balnéaires se diversifient au cours du XXe siècle, comprenant des échantillons de tous les styles. Ainsi de la villa Etchola, vaste ensemble inspiré de l'architecture traditionnelle basque ou de la villa Mélusine qui présente des éléments Art déco.
Située sur la falaise nord de Pontaillac, la chapelle de l'Assomption-de-Notre-Dame est caractéristique de la vogue néogothique du XIXe siècle. D'une grande sobriété, sa façade accueille une grande rose aux formes épurées.
Les falaises situées entre les conches de Pontaillac et de Nauzan accueillent également un élément caractéristique des côtes charentaises et girondines, les cabanes à carrelet. Montés sur pilotis, ils sont utilisés (entre autres) pour la pêche aux crevettes ou aux pibales.

## Équipements et services

### Culture
La ville de Vaux-sur-Mer possède un tissu associatif assez dynamique, constitué principalement d'associations caritatives (ex : Les restos du cœur) et d'associations culturelles (ateliers de théâtre amateur et professionnel, club d'informatique, atelier de peinture). La plupart de ces activités ont lieu dans les locaux de la salle Équinoxe (à proximité de la mairie) ou au pôle associatif L'Estran.
Deux « boîtes à livres » ont été installées dans la commune en face de l'hôtel de ville et près de l'aire de jeux et de fitness située dans le parc des Sports. Ce concept d'origine américaine porté localement par le Lions Club permet à chacun de prendre et de déposer gratuitement des livres et des magazines.

### Enseignement
Vaux-sur-Mer appartient à l'académie de Poitiers (zone A).
La commune a inauguré en 2004 un tout nouveau groupe scolaire, regroupant une école maternelle, une école primaire, un centre de documentation et une salle multimédia. Plus de 200 enfants y sont inscrits. La commune abrite également une crèche, un centre de loisirs et une bibliothèque municipale.
Les établissements d'enseignement secondaires les plus proches (collèges publics Henri Dunant et Émile Zola, collège privé Sainte-Marie, Lycée d'enseignement général Cordouan et lycée technique de l'Atlantique) sont situés à Royan.

### Sports
La commune est équipée d'un stade, d'un tennis, d'un terrain de basket et d'une salle omnisports. De nombreuses associations et clubs sportifs sont établis à Vaux-sur-Mer, parmi lesquels :
- Football : le club est de niveau régional et se nomme le Royan Vaux Atlantique FC à la suite de la fusion des deux clubs de Royan et de Vaux-sur-Mer ;
- Volley-ball ;
- Tennis ;
- Musculation ;
- Gymnastique ;
- Tennis de table.

### Espaces verts

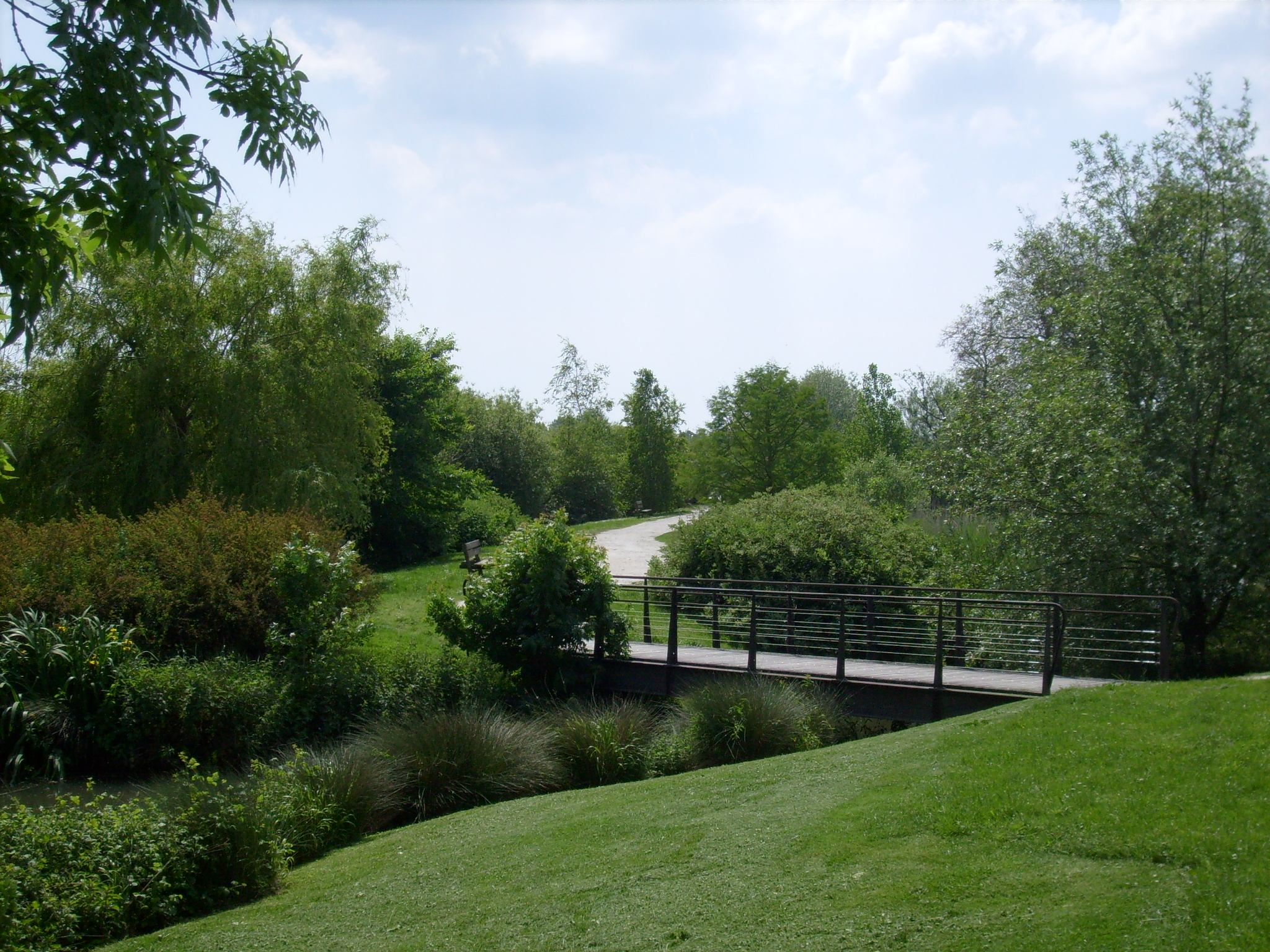
Vue du parc de l'hôtel de ville.

À proximité de l'église, là où se trouvaient autrefois les jardins du monastère, la municipalité a créé le parc de l'hôtel de ville, une vaste étendue arborée, organisée à la manière d'un jardin anglais, autour d'un plan d'eau coupé par plusieurs petits ponts de bois. Bambous, chênes, palmiers, marronniers, saules constituent l'essentiel de la végétation. De nombreuses espèces d'oiseaux fréquentent le parc : canard, huppe fasciée, mésange, rouge-gorge, chouette effraie, grimpereau, étourneau ou bergeronnette grise. Des nichoirs ont été aménagés afin d'offrir à toutes ces espèces des conditions d'habitat optimum.
Des fascines (assemblage de branchages) ont été posées aux abords du plan d'eau à l'automne 2009 afin d'en sécuriser les berges. Ces ensembles en fibre de coco servent également de support à des plantes hélophytes (myosotis des marais, iris des marais, joncs, souci des marais), qui permettent de limiter l'érosion des berges tout en permettant la création d'un biotope.
Le parc accueille un théâtre de verdure où sont organisés spectacles, animations et concerts en plein-air.
Le chemin des Écrevisses et le chemin des Fontaines sont deux sentiers de promenade faisant la liaison entre le parc et le centre-ville.

### Santé
Le centre hospitalier Malakoff, ou centre hospitalier de Royan (CHR) est implanté dans la partie méridionale de la commune. Il est l'héritier d'un préventorium bâti en 1855 pour soigner les tuberculeux. Le nom de Malakoff vient d'une victoire française pendant la Guerre de Crimée, qui connaît un grand retentissement au moment de la construction du bâtiment. Il comprend 171 lits répartis dans les différents services (urgences, réanimation, cardiologie, médecine interne, longs séjours, maison de retraite, centre de dépistage anonyme, soins de jour). Les cas les plus graves sont dirigés, par ambulance ou hélicoptère médicalisé, au centre hospitalier de Saintonge (Saintes) ou au centre hospitalier universitaire de Bordeaux.
Une maison médicale est établie dans la commune. Elle regroupe les cabinets de deux médecins généralistes, d'un dentiste, d'un kinésithérapeute et de deux infirmières.
- Ostéopathe
- Podologue-Pédicure
- Infirmière à domicile
- Pharmacie en centre-ville

## Culture locale et patrimoine

### Cultes
La commune est équipée d'un lieu de culte catholique (Église Saint-Étienne).
Vaux-sur-Mer appartient au diocèse catholique de La Rochelle et Saintes, intégré depuis 2002 à la province ecclésiastique de Poitiers. La paroisse catholique dépend du secteur pastoral « Notre-Dame — L'Assomption » qui regroupe neuf paroisses du pays royannais. La messe a lieu chaque samedi soir à 18 heures, des messes ayant également lieu le dimanche matin à 9 heures 30 durant les mois de juillet et août.
La paroisse protestante appartient au consistoire de Charente-Maritime de l'église réformée de France et au secteur Saintonge-Océan. Les offices sont célébrés chaque dimanche à 10 heures 30 au temple de Courlay, à Saint-Palais-sur-Mer.

### Marchés
Le marché est installé sur la place François-Courtot chaque mardi et samedi de 8 heures du matin à midi en basse saison et tous les jours de 7 heures 30 à 13 heures durant les mois de juillet et août (en plein-air et/ou sous les halles). Les différents commerçants présentent sur leurs étals produits alimentaires, productions artisanales et divers produits manufacturés.
Un marché nocturne proposant produits traditionnels, vêtements et productions artisanales se tient durant les mois de juillet et août chaque lundi de 20 heures à minuit sur le front de mer de Nauzan.

### Festivals et événements touristiques

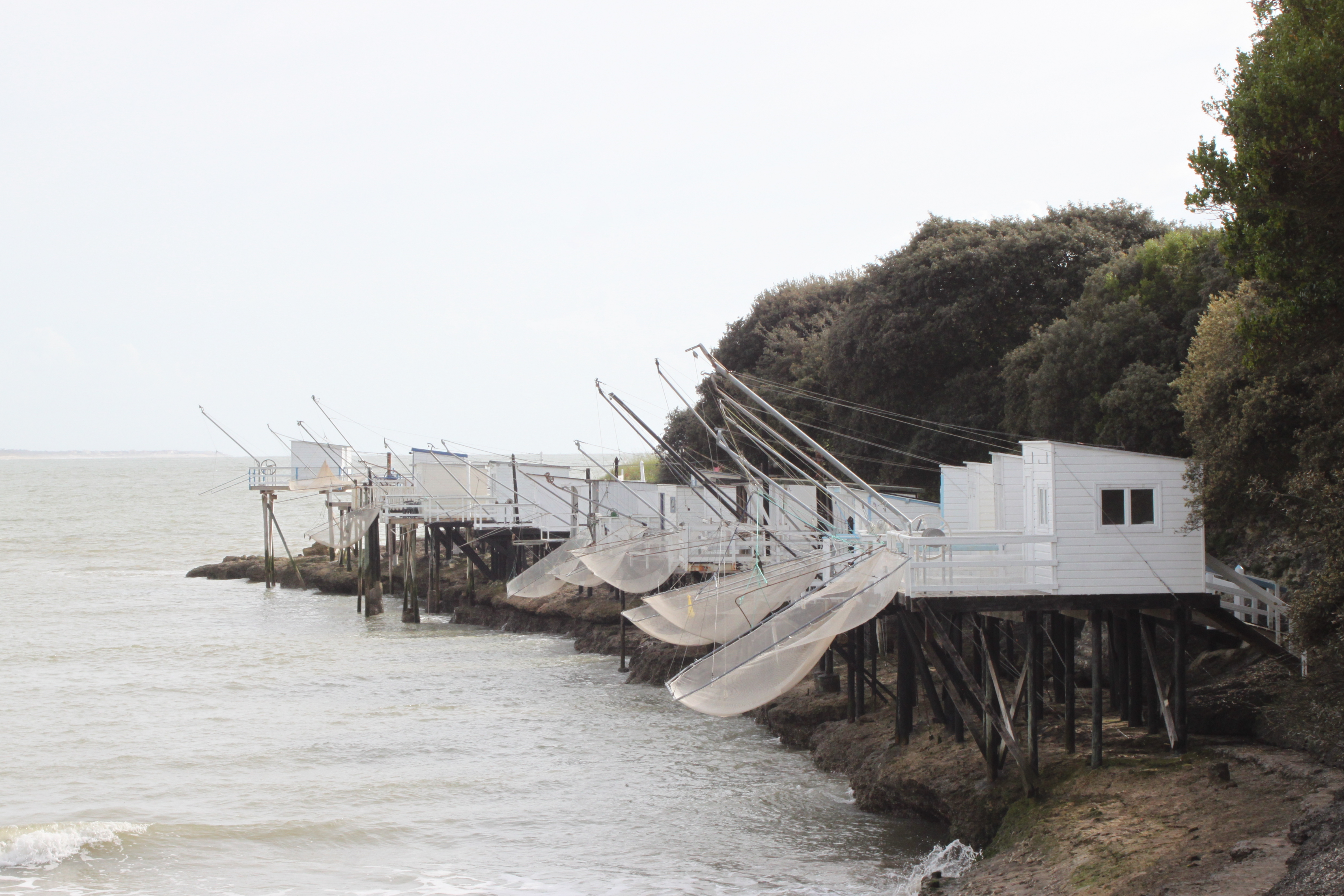
Les carrelets de la conche de Pontaillac.

- Le festival Jazz in Vaux se tient chaque année durant la période hivernale. Réunissant divers artistes de jazz, swing ou bebop (des groupes méconnus aux artistes confirmés), cet événement a vu le jour en 2003 à l'initiative de Jacques Chauvain, animateur départemental passionné par ce style musical. La direction artistique du festival a été reprise depuis 2007 par le musicien Carl Schlosser[78].
- Les fêtes romanes ont lieu chaque année au printemps. Prenant pour thème la période médiévale, elles se déroulent dans plusieurs communes du pays royannais et sont notamment l'occasion d'expositions thématiques, de concerts, de récitals de troubadours, de banquets et de marchés médiévaux[79].
- Le festival Festi'Vaux se tient chaque année dans le théâtre de verdure du parc de la mairie. Lancé en 2003, il ouvre sa scène aux artistes contemporains, jeune talents ou artistes reconnus. Chaque été, la programmation de cet événement intègre rock, pop, musiques électroniques ou variété française. Les concerts sont gratuits[80].
- Cinétoiles est une série de séances de cinéma en plein-air ayant lieu chaque mardi soir aux mois de juillet et août au théâtre de verdure du parc de la mairie. Entièrement gratuite, la programmation comprend documentaires, films et ciné-concerts (un groupe jouant en direct l'orchestration d'un film).

### Médias
Télévision
Vaux-sur-Mer se situe dans une région où la réception de la télévision numérique terrestre est possible. Deux émetteurs de télévision couvrent l'agglomération : celui de Niort-Maisonnay (réception numérique aléatoire) et celui de Vaux-Malakoff, qui reprend les chaînes de la TNT depuis le 30 juin 2008. Tous deux reprennent les chaînes gratuites et payantes diffusées dans la région, dont la déclinaison locale de France 3 Nouvelle-Aquitaine, France 3 Poitou-Charentes, l'émetteur de Niort-Maisonnay diffusant en sus France 3 Pays de la Loire.
Le 31 mai 2009, l'émetteur de Niort-Maisonnay a débuté la diffusion d'un nouveau multiplex, permettant la réception des premières émissions de télévision haute définition (HD).
Radio

## Personnalités liées à la commune
- Jean François Chaumont (1774-1856). Un des 167 savants de la commission des sciences et des arts qui accompagna Bonaparte en Égypte ; directeur de l'arsenal de Rochefort. Maire de la commune (où il décède).
- Herminie de La Brousse de Verteillac, princesse de Léon, duchesse de Rohan, poétesse, propriétaire de la villa Les Fées. Elle y tient un salon où se côtoient Pierre Loti, Aristide Briand, Robert de Montesquiou...
- Émile Allegret, militaire français et membre de la résistance durant la Seconde Guerre mondiale, est décédé dans la commune le 22 novembre 1990.
- Victor Lanoux, acteur, producteur, scénariste et dramaturge, décédé dans la commune le 4 mai 2017.

## Héraldique

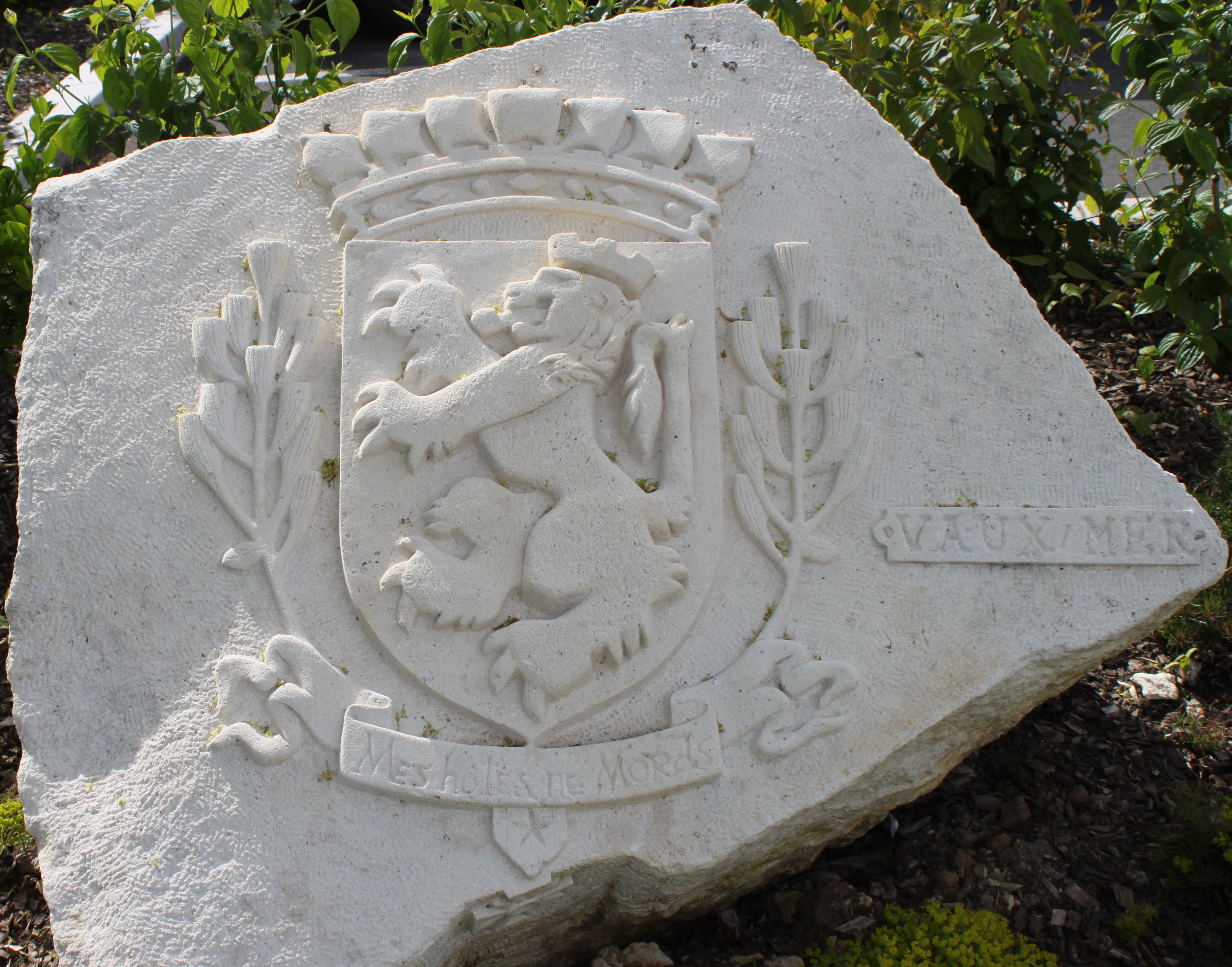
Blason.

| Blason de Vaux-sur-Mer | Blason  | D'argent au lion de gueules armé, lampassé et couronné d'or. Devise / CriMes hôtes ne mords. |
| Blason de Vaux-sur-Mer | Détails | Adopté par le conseil municipal le 7 juin 1989.                                              |

## Jumelages
La commune de Vaux-sur-Mer n'est jumelée avec aucune commune à l'heure actuelle.